# Van Goghov Vidov ples
Van Goghov Vidov ples je drama Ivana Mraka, nastala med letoma 1963 in 1964, izšla pa je leta 1970. Podnaslovlil jo je s Himnična tragedija v petih stopnjevanjih.

## Objave
- Ivan Mrak, Van Goghov vidov ples. Himnična tragedija v petih stopnjevanjih 1963–1964. Posvečeno umetniku Krištofu. Ljubljana: Radiotelevizija, 1987. (COBISS)
- Ivan Mrak, Van Goghov vidov ples. Blagor premagancev. Maribor: Obzorja, 1978. (COBISS)
- Ivan Mrak, Blaženi in pogubljeni: Štiri himnične tragedije. Spremna beseda: Denis Poniž. Celje: Mohorjeva družba, 2004. Vsebina: Orfej; Marija Tudor; Mirabeau; Van Goghov vidov ples. (COBISS)

## Osebe
- Vincent van Gogh
- Theo, njegov brat
- Paul Gauguin
- Dr. Gachet
- Rachel
- Madame
- Trije paglavci
- Privid Armanda
- Množica
- Glasovi

## Vsebina
Van Gogh in Gauguin živita skupaj v rumeni hiši v Arlesu, vendar pa Gauginu začne to skupno življenje že presedati zaradi prijateljevega nenehnega "Vidovega plesa". Sklene, da se bo odselil, Van Gogh pa ga roti, naj ostane, saj ga ljubi. Gaugin si želi zaživeti na nekem daljnem otoku, v neokrnjeni naravi, daleč proč od malomeščanskega okolja, Van Gogh pa ga prepričuje, da je takšen otok v njunih srcih. Prerekata se, Gaugin zasmehuje Van Gogha, nakar ga le-ta napade z britvijo. Dejanja se v trenutku pokesa in si v znamenje pokore odreže uho, Gaugin pa pobegne.
Srečata se v bordelu, kjer ga Van Gogh zopet roti, naj ne odhaja, saj ga je strah samote. Gaugin ga ponovno zavrne, zato se s prošnjo za skupno bivanje obrne k prostitutki Rachel. Da bi ji dokazal svojo ljubezen, ji podari svoje odrezano uho. Rachel omedli, sam doživi epileptični napad, Gaugin pa zbeži na vlak in odpotuje.
Pred Rumeno hišo Van Gogh naleti na paglavce, ki ga zasmehujejo. V besu začne vanje metati svoje slike, vse dokler ne pride dr. Gachet in odpodi otroke. Van Gogh se začne spraševati o smislu svojega slikarskega dela. Nenadoma pobesni in uperi revolver v dr. Gacheta, saj ta občuduje njegovo umetnost, njemu pa gre na živce. Toda roka se mu povesi, zgrozi se nad samim sabo in odide v hišo. Od tam se zasliši strel, dr. Gachet pa odhiti za njim. Van Gogh blodi v epileptičnih krčih, pogovarja se s prividi in se nazadnje mrtev zgrudi na tla. Ob njegovem truplu žalujeta njegov brat Theo in dr. Gachet, od zunaj pa se sliši sramotilna pesem.